# Henry Sarly
Henry Sarly (* 28. Dezember 1883 in Tirlemont; † 3. Dezember 1954 in Brüssel) war ein belgischer Komponist und Musikpädagoge.

## Leben und Werk
Henry Sarly studierte an der Musikschule Löwen und am Brüsseler Konservatorium. Er war unter anderem Schüler von Edgar Tinel. Er wurde an diesem Konservatorium Lehrer und 1921 Inspektor für Musikerziehung der mittleren und höheren Schulen in Belgien.
Henry Sarly komponierte Orchesterstücke (Scènes brabançonnes), Chorwerke, Kammermusik, Klavierstücke und Lieder.